# Сумит (хоккеист на траве)
Сумит (хинди सुमित; род. 20 декабря 1996, Сонипат, Харьяна) — индийский хоккеист на траве, полузащитник сборной Индии. Бронзовый призёр Олимпийских игр (2020) и победитель Кубка Азии (2017).

## Биография
Сумит родился 20 декабря 1996 года.
Родом из штата Харьяна.
Его старший брат Амит играл в хоккей, из-за чего Сумит также стал заниматься этим видом спорта. Ранее он занимался борьбой, но переключился на новый вид. При этом брат Амит вовсе бросил хоккей, чтобы помочь Сумиту попасть в сборную, так как семья жила очень бедно и была вынуждена даже не платить за проезд, чтобы позволить себе еду. Так, иногда Сумит даже не возвращался с тренировок, в том числе по выходным, чтобы экономить на проезде.

## Карьера
Впервые сыграл за Индию в международном матче против Великобритании на Кубке Султана Азлана Шаха, который состоялся в Ипохе.
В 2016 году завоевал золотую медаль на юниорском чемпионате мира в Лакхнау. Участвовал в Финале Мировой лиги, где занял третье место в сезоне 2016/2017 в Бхубанешваре.
В 2017 стал победителем Кубка Азии, который проходил в столице Бангладеш Дакке.
В 2018 году участвовал на чемпионате мира в Бхубанешваре. Сборная Индии заняла на этом турнире шестое место, проиграв в четвертьфинале.
В 2019 году во время финала хоккейной серии получил травму запястья и выбыл на полгода.
В начале 2020 года получил травму подколенного сухожилия во время матча Про-лиги против Австралии.
В 2020 году участвовал в Про-лиге Международной федерации хоккея на траве, где сборная Индии стала четвёртой.
Принял участие на летних Олимпийских играх 2020 года в Токио. Сборная Индии в групповом этапе одержала 4 победы и вышла в плей-офф со второго места. В четвертьфинале индийцы победили Великобританию со счётом 3:1, однако затем уступили будущим олимпийским чемпионам Бельгии 3:5. В матче за бронзу Индия победила Германию со счётом 5:4, впервые с московской Олимпиады в 1980 году завоевав медаль в хоккее на траве. Сумит посвятил бронзовую медаль скончавшейся годом ранее матери.